# David Jisse
David Jisse, né Jean-Claude David, le 12 avril 1946 à Pessac (Gironde) et décédé le 18 juillet 2020 à Paris, est un auteur-compositeur-interprète et producteur à Radio France. Il a dirigé pendant quinze ans La Muse en Circuit, Centre National de Création Musicale.

## Biographie
Auteur, compositeur et interprète, David Jisse commence avec la chanson et forme avec Dominique Marge le duo « David et Dominique ».
Il rencontre Luc Ferrari auprès duquel il découvre le travail de studio, la composition électroacoustique et l’art radiophonique. Commence alors l’aventure de La Muse en circuit – Centre national de création musicale – qu’il dirige entre 1998 et 2013.
A Radio-France, de 1984 à 2014, il produit un grand nombre d’émissions à France-Culture et France-Musique (Le grand bécarre, Electromania, Libre court).
Compositeur pour le cinéma, il collabore avec Bernard Dartigues, Liliane de Kermadec, Youri… Au théâtre, il travaille avec Gérard Maro, Régis Santon, Jean Boillot…
Il compose des pièces électroacoustiques, écrit des chansons.
En 2018, il crée, en collaboration avec Nathalie Fortin et Michel Risse, un nouveau spectacle issu de la rencontre entre ces deux univers : « Assis sur ma valise- Détour de chant ».